# Pickel

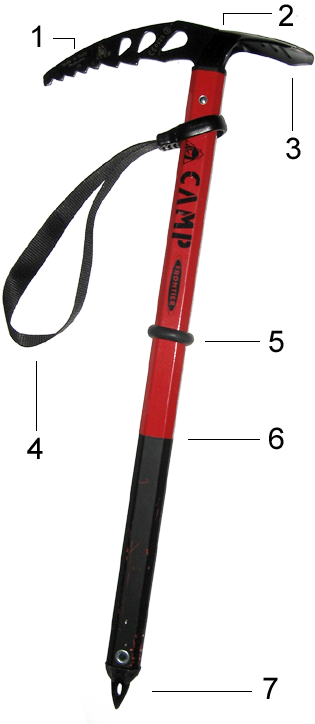
Pickel
1 – houw
2 – hamerkop
3 – schoffel
4 – polslus
5 – lusstop
6 – steel met rubberhandvat
7 – punt en draadoog

Een pickel of piolet is een multifunctionele bergklimbijl (pikhouweel) voor voortbeweging en fixatie die wordt gebruikt bij het alpinisme.
Beschrijving:
- 1. Houw: gebogen puntig gedeelte om in het ijs te slaan.

- 2. Hamerkop: centrum van het slaggedeelte om vast te grijpen.

- 3. Schoffel: het bredere gedeelte om bijvoorbeeld treden uit het ijs te houwen.

- 4. Lus: polsband.

- 5. Lusstop: ring om het afglijden van de polsband te voorkomen.

- 6. Steel met rubberhandvat: handgreep.

- 7. Punt: metalen steeleinde om in de sneeuw te drukken voor de stabiliteit.

Een pickel wordt voor minder steile wanden gebruikt dan een ijsbijl. De steel van een ijsbijl is korter en krommer.

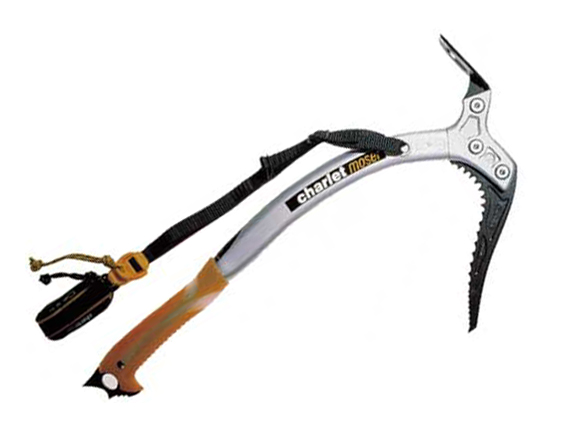
ijsbijl